# Génnepse Vastelaovendclup 't Bombakkes
 't Bombakkes  is de carnavalsvereniging van Gennep. De vereniging is net na de Tweede Wereldoorlog opgericht in 1946.

## Geschiedenis
De Gennepse burgemeester Johan van Banning vond de ongecontroleerde feesten met de geallieerden na de bevrijding van Gennep maar niks en pleitte voor een meer gestructureerd volksfeest. 't Bombakkes organiseert dus sinds haar bestaan jaarlijks carnavalsactiviteiten in Gennep.
De vereniging werd oorspronkelijk opgericht op 11 maart 1946 en op de feestavond van 27 juni 1946 werd door 208 leden de raad van elf gekozen. Er was in 1949, 1950 en 1953 geen carnaval, het laatste jaar vanwege de Waternoodsramp. 
Traditioneel werd de Maas- en Niersbode gebruikt door 't Bombakkes om het Boere- en Aldewievebal aan te kondigen, zodat de jaarlijkse Prins Carnaval gekozen kon worden. 
In 1958 was er in de vereniging onderling ruzie, en dreigde de carnaval niet door te gaan. Via de hulp van de ondernemers in de Gennepse winkelstraat is er toch een nieuwe raad van elf gekomen. In 1962 werd het derde lustrum gevierd, waarbij veel oud prominenten aanwezig waren, waaronder leden van verschillende verenigingen buiten de gemeente. 
In 2010 toen de C.V. de Krölstarte uit Middelaar een Molukker koos als hun prins, gaf 't Bombakkes als cadeau de hitsingle Dansa van de Molukse band Massada te gehoren. 

## Organisatie
De vereniging bestaat uit een Raad van Elf en een bestuur, dat op zijn beurt bestaat uit een voorzitter, een vorst en drie algemene bestuursleden. De Raad van Elf wordt begeleid door een Schorriemorrie-meester.
Verder bestaat de organisatie uit dansmarietjes en een dansgarde. 'T Bombakkes is lid van Samewirkende Limburgse Vastelaovesvereniginge (SVL). In 2022 mocht 't Bombakkes de uitreiking van de Gouden Narrenkap organiseren die werd uitgereikt aan Frans Theunisz. De Gouden Narrenkap wordt uitgereikt aan een persoon of een groep van personen die zich als vastelaovesartiest(en) gedurende langere tijd bijzonder verdienstelijk heeft gemaakt voor de Limburgse vastelaovend.

### Prinsen
De stadsprins komt, afhankelijk van de lengte van het seizoen, uit op de tweede of derde zaterdag van januari. Hij mag altijd zelf zijn team samenstellen, dat bestaat uit een eerste adjudant, een tweede adjudant en de Schorriemorrie-meester.

### Schorriemorrie-meester

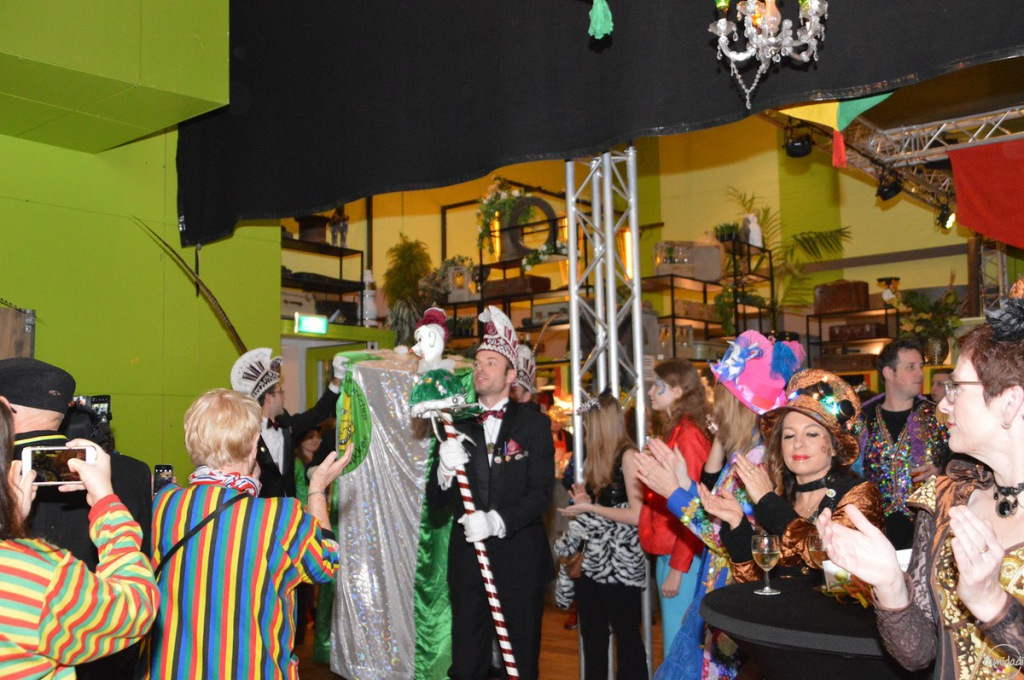
Een schorriemorrie meester met zijn scepter die de raad van elf begeleid tijdens een prinsenbal in Gennep.

Samen met twee adjudanten wordt er ook een Schorriemorrie-meester benoemt in het team van de prins. Schorriemorrie is een ouderwets, meestal grappig bedoeld woord dat verwijst naar een ongeregeld zootje, tuig, rauw volk, of mensen die een beetje onfatsoenlijk gedrag vertonen. De meester speelt dan de rol als ceremoniemeester, en begeleidt de vereniging tijdens activiteiten. Daarbij gebruikt hij een scepter met een Bombakkes kop erop.  Deze titel is uniek in Nederlands carnaval.

## Activiteiten
't Bombakkes heeft jaarlijks een aantal (terugkerende) activiteiten gepland.
- d'n Aftrap - De aftrap is de officiële opening van de carnaval in Gennep en vind altijd plaats op 11 november. De acitviteit vind plaats op de markt.
- Gaon - Een feest dat samen met de kerkdorpen in de gemeente wordt georganiseerd. Dit vind jaarlijks op een andere locatie plaats.
- De Niersjaorsduik - Vind altijd op 1 januari plaats bij de Niers tijdens de landelijke nieuwsjaarsduiken.
- Boerenbal - Vind altijd op de eerste zaterdag van het nieuwe jaar plaats. Hier wordt afscheid genomen van de huidige prins.
- Prinsenbal - Tijdens het prinsenbal wordt de nieuwe stadsprins van Gennep bekend gemaakt.
- Krantuutreiking - Hier wordt de Bombakkeskrant uitgereikt. Deze krant wordt al sinds 1947 uitgebracht.
- Zittingsavond - De pronkzitting van 't Bombakkes vind altijd s'avonds plaats. Ieder jaar wordt er een ander thema verzonnen.
- Mè.rtzitting - Wordt altijd op de zaterdag van de carnaval gehouden samen met de Ottersumse carnavalsvereniging de Maskotters. De Mè.rtzitting is een aparte stichting bestaande uit de 2 verenigingen en hebben in 2025 de gemeentelijke onderscheiding de Gennapja ontvangen.
- Optocht - Op de zondag tijdens de carnaval vind de optocht plaats. Deze start vanaf het stadhuis.

## Symbool
Het symbool van 't Bombakkes is een Mombakkes. Dat is een ander woord voor een masker. Vanwege de klank is er toch voor de naam Bombakkes gekozen

## Externe Link
- Officiële website